# Кубок Олега Ляшенка
Кубок Олега Ляшенка — традиційний щорічний футзальний турнір серед чоловіків пам'яті Олега Ляшенка, який проводиться з 1997 року у місті Нововолинськ у Будинку Спорту СОК «Шахтар». Статистика ведеться з 2011 року. У 2023 році вперше у історії турніру усі матчі транслювалися у прямому ефірі на ютуб-каналі «Спорт Нововолинськ».

## Історія
| Роки | Переможець                    | Рахунок    | Фіналіст               | Третє місце                   |
| ---- | ----------------------------- | ---------- | ---------------------- | ----------------------------- |
| 2011 | Формула                       | серія пен. | СКА (м. Володимир)     | -                             |
| 2012 | Надія (Хорів)                 | 1 — 0      | АФК «Володимир»        | Волинь-Мото/АФК «Володимир-2» |
| 2013 | АФК «Володимир»               | -          | -                      | АФК «Володимир-2»             |
| 2014 | «Шахта Степова» (Червоноград) | 6 — 1      | Енергія (Нововолинськ) | Real Avto                     |
| 2015 | Шахтар (Нововолинськ)         | 1 — 0      | АФК «Володимир»        | -                             |
| 2016 | Шахтар (Нововолинськ)         | 3 — 0      | АФК «Володимир»        | -                             |
| 2017 | АФК «Володимир»               | 3 — 1      | Шахтар (Нововолинськ)  | ТТІ Нововолинськ              |
| 2018 | «ВолиньМото»                  | 4 — 1      | «FAMILY»               | «IKEA»                        |
| 2019 | «Rainbow»(м. Володимир)       | 4 — 3      | ТТІ Нововолинськ       | «Спортекс»                    |
| 2020 | Не проводився                 |            |                        |                               |
| 2021 | ТТІ Нововолинськ              | 8 — 2      | АФК «Володимир»        | «IKEA»                        |
| 2022 | ТТІ Нововолинськ              | 3 — 2      | ФК «Литовеж»           | «IKEA»                        |
| 2023 | ТТІ Нововолинськ              | 7 — 1      | «Ньюхасл»              | ТТІ-2 Нововолинськ            |

## Команди переможці

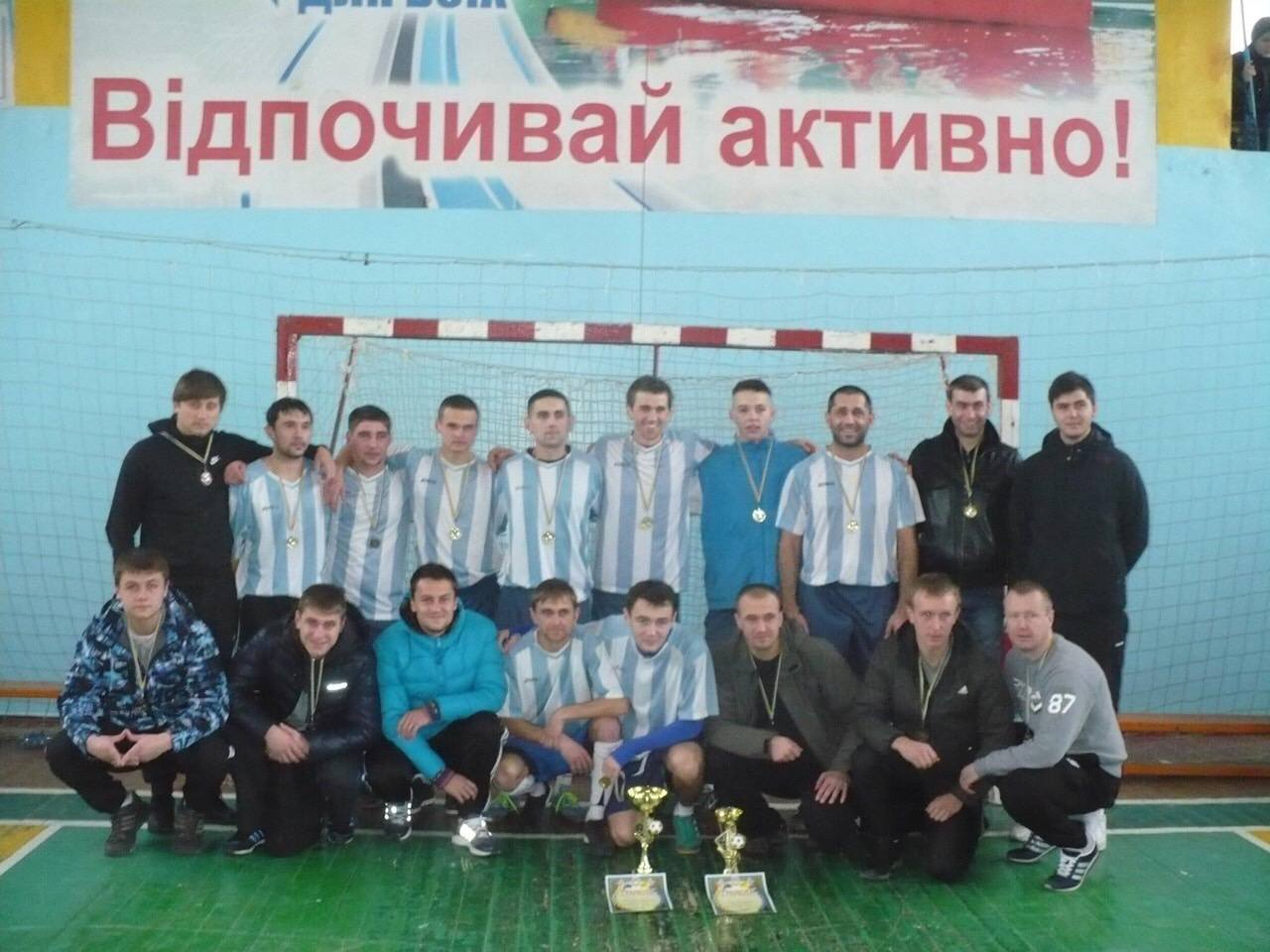
АФК "Володимир" переможці 2013
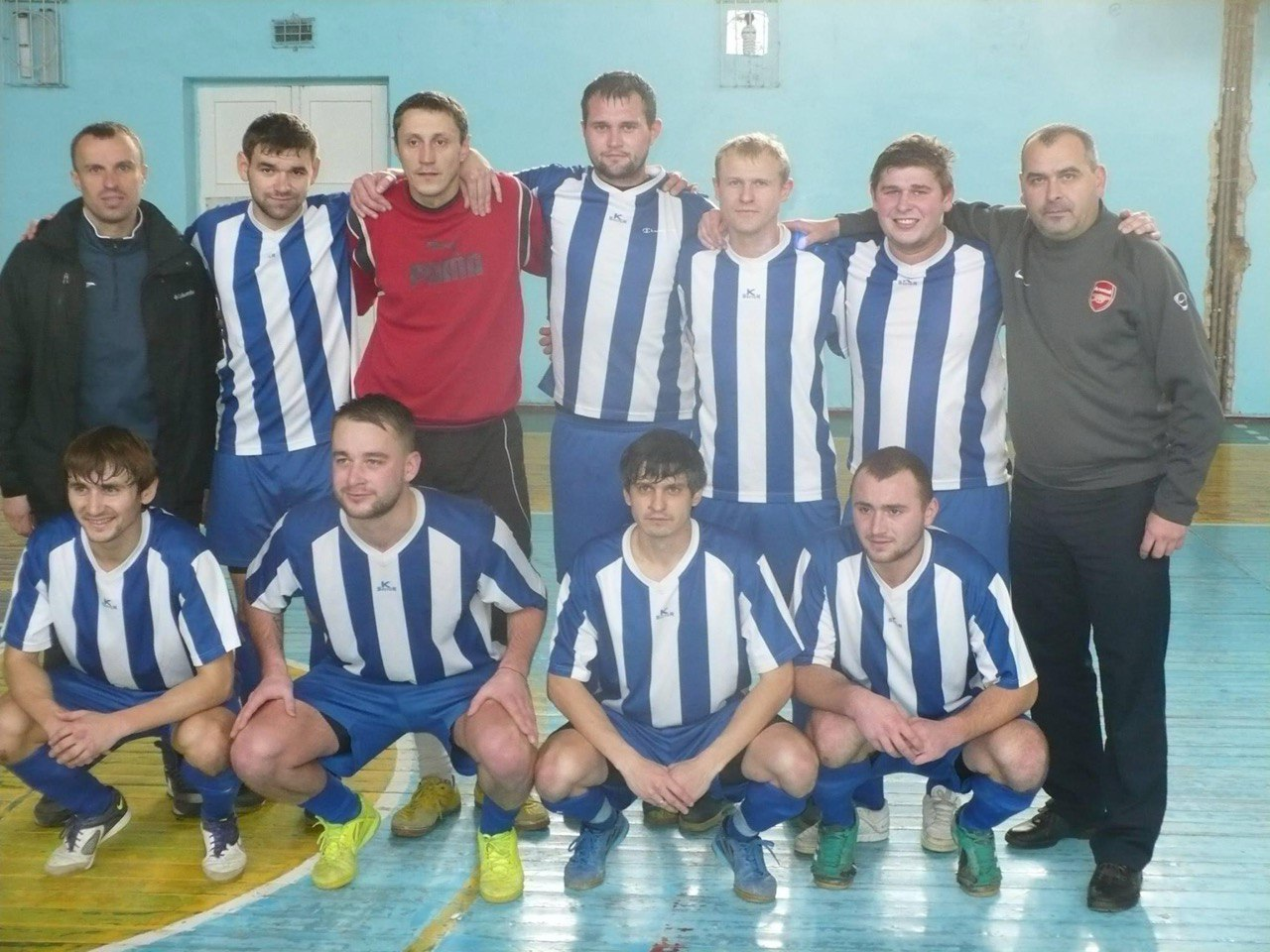
«Шахта Степова» (Червоноград) переможці 2014
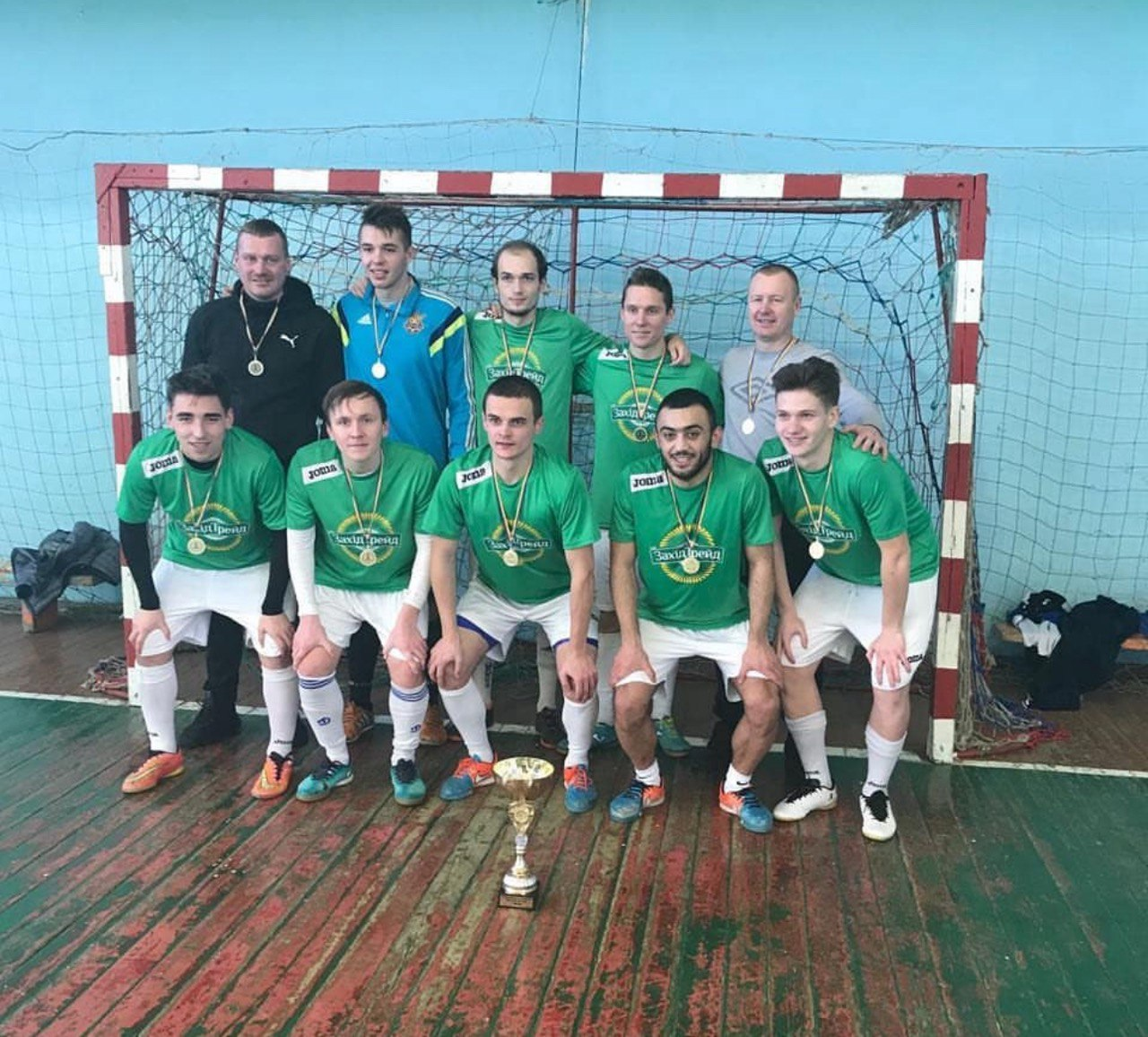
АФК "Володимир" переможці 2017
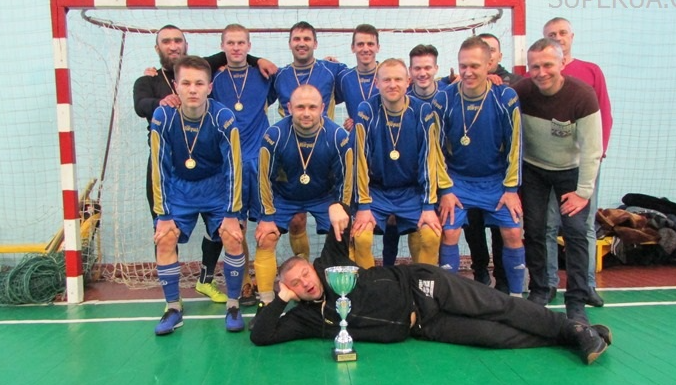
"Волинь-Мото" переможці 2018
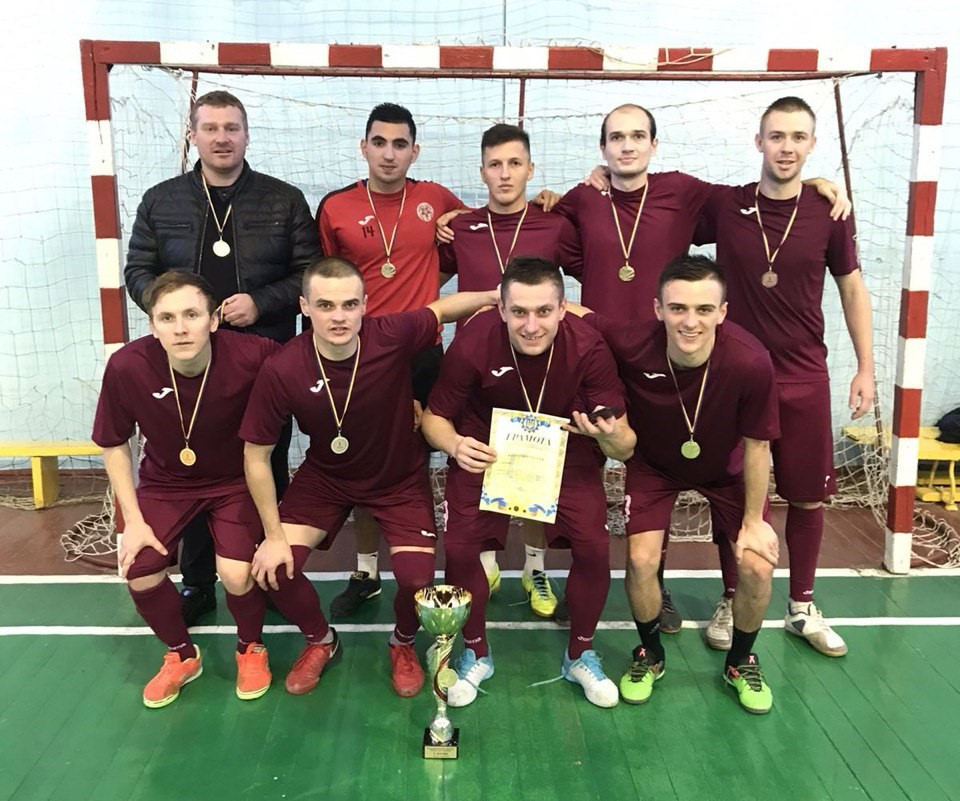
Rainbow (АФК "Володимир") переможці 2019
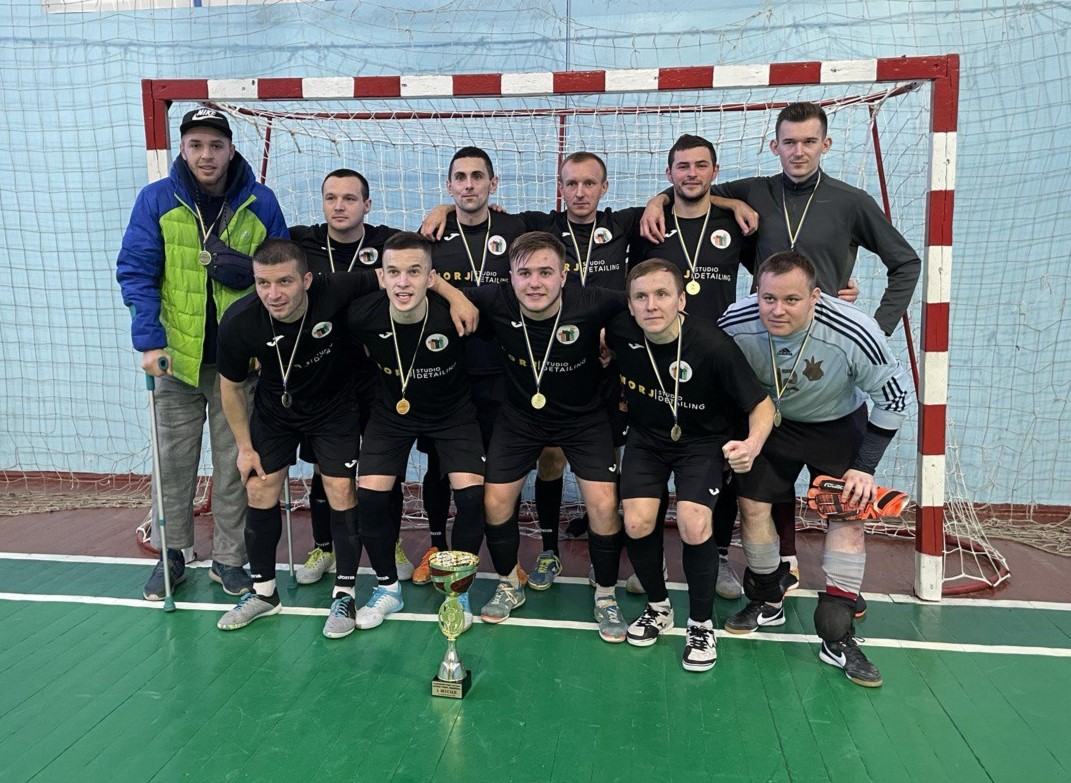
ТТІ Нововолинськ переможці 2021
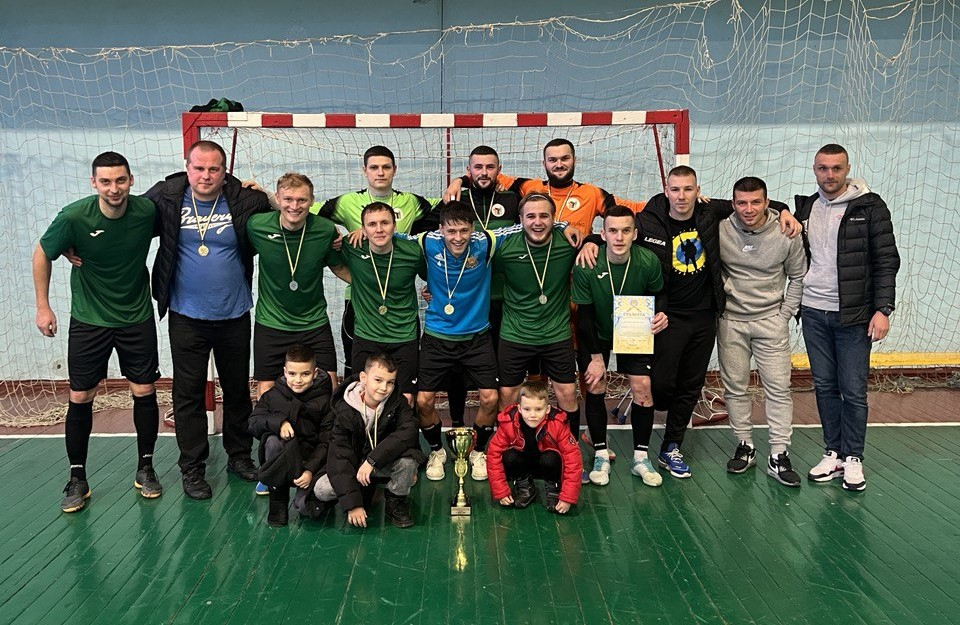
ТТІ Нововолинськ переможці 2022
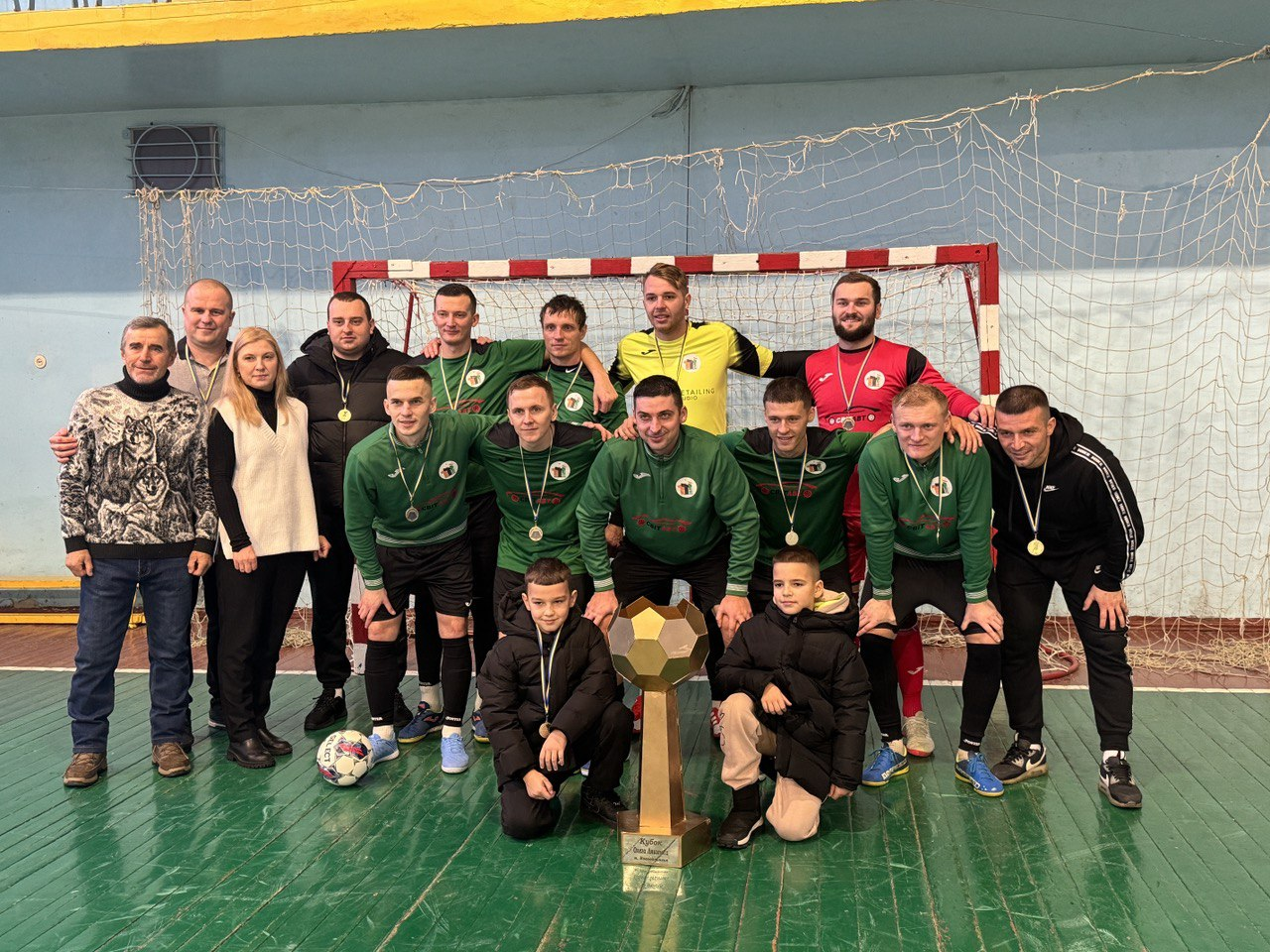
ТТІ Нововолинськ переможці 2023